# Швайггаузен
Швайггаузен (нім. Schweighausen) — громада в Німеччині, розташована в землі Рейнланд-Пфальц. Входить до складу району Рейн-Лан. Складова частина об'єднання громад Нассау.
Площа — 3,66 км2. Населення становить 216 ос. (станом на 31 грудня 2020).